# Snopes
Snopes, o Urban Legends Reference Pages, è un sito web specializzato nel confutare leggende metropolitane, bufale o notizie false che girano via email sotto forma di catene di Sant'Antonio. È stata definito "una fonte molto apprezzata per la soluzione di miti e voci" su Internet. È stata anche vista come fonte di verifica e debunker di leggende metropolitane e storie simili nella cultura popolare americana. Il sito è gestito da Barbara e David Mikkelson, coppia californiana che si è incontrata nel newsgroup alt.folklore.urban. Il marito ci lavora part-time, essendo un programmatore di professione.

## Storia
Nel 1994, David e Barbara Mikkelson crearono un sito web di folklore urbano che sarebbe diventato Snopes.com. Snopes è stata una delle prime enciclopedie online incentrata sulle leggende urbane che presentava principalmente i risultati delle ricerche delle discussioni degli utenti. Il sito è cresciuto fino a comprendere un'ampia gamma di argomenti ed è diventato una risorsa alla quale gli utenti di Internet hanno iniziato a presentare immagini e storie di dubbia veridicità. David Mikkelson aveva originariamente adottato il nome utente "Snopes" (il nome di una famiglia di persone spesso sgradevoli nelle opere di William Faulkner) come nome utente nel newsgroup alt.folklore.urban.
Nel 2002 il sito era diventato abbastanza conosciuto che un episodio pilota, chiamato Snopes: Urban Legends, è stato realizzato con l'attore americano Jim Davidson come ospite, tuttavia non è stato trasmesso sulle reti principali. Christopher Richmond e Drew Schoentrup diventarono poi proprietari con Mikkelson attraverso una partnership con i fondatori di una società chiamata Proper Media. A metà del 2014 Barbara non scriveva per il sito "da diversi anni" e David assumeva dipendenti per assisterlo. I Mikkelsons hanno divorziato in quel periodo e Barbara non ha più una quota di proprietà in Snopes.com.
Il 9 marzo 2017 David Mikkelson ha rescisso un accordo di intermediazione con Proper Media, la società che fornisce a Snopes lo sviluppo web, hosting e pubblicità. Ciò ha spinto Proper Media a non trasferire più gli introiti pubblicitari e a intentare una causa in maggio. Alla fine di giugno, Bardav, la società fondata da David e Barbara Mikkelson nel 2003 per possedere e gestire Snopes.com, ha avviato una campagna GoFundMe per raccogliere fondi per continuare ad operare. Hanno raccolto 500.000 dollari in 24 ore. Più tardi, in agosto, un giudice ha ordinato a Proper Media di erogare i ricavi pubblicitari a Bardav mentre il caso era in corso.

## Obiettivo
Il sito nasce nel 1996 come database per confermare o confutare le leggende urbane, sia quelle di vecchia data che le indiscrezioni di Internet. È diventato tanto autorevole da essere citato da reti televisive come CNN e MSNBC. Alcune catene email addirittura girano con l'indicazione "controllato su snopes.com", per cercare di aggiungere credibilità alla storia. Mikkelson gestisce il sito web da casa sua a Tacoma in Washington.
Mikkelson ha sottolineato che la loro intenzione non è semplicemente quella di smentire o confermare idee sbagliate e voci, ma di fornire delle prove per tali smentite e conferme. Laddove appropriato, le pagine sono generalmente contrassegnate come "indeterminato" o "non verificabile" quando non ci sono prove sufficienti per sostenere o confutare una determinata richiesta.
Nel tentativo di mostrare i pericoli del porre eccessiva fiducia nelle autorità, qualsiasi essa sia, gli stessi Mikkelson hanno creato una sezione all'interno del sito (intitolata "The Repository of Lost Legends", dall'eloquente acronimo troll) con una serie di false leggende metropolitane da loro create, con lo scopo di avvertire i lettori di usare sempre la propria testa:
(Barbara e David Mikkelson, "The Repository of Urban Legends", Snopes.com)

## Accuratezza
Nel 2012, FactCheck.org ha esaminato un campione delle risposte di Snopes alle rumor politiche riguardanti George W. Bush, Sarah Palin e Barack Obama e li ha trovati liberi da pregiudizi in tutti i casi. Nel 2012 The Florida Times-Union ha riferito che il ricercatore di leggende urbane di About.com ha riscontrato uno "sforzo costante per fornire analisi imparziali" e che le fonti citate da Snopes e le numerose analisi attendibili del suo contenuto confermano la sua accuratezza. Mikkelson ha detto che il sito riceve più denunce di pregiudizi liberali che di pregiudizi conservatori ma ha aggiunto che gli stessi standard di debunking sono applicati a tutte le leggende politiche urbane.
L'esperto di folklore Jan Harold Brunvald lo ha indicato come motivo per il quale egli non ha mai creato un sito simile.

## Finanziamento
I detrattori del sito hanno falsamente affermato che è finanziato da un uomo d'affari e filantropo George Soros. Nel 2016 Snopes ha dichiarato che le proprie entrate derivano dalla pubblicità. Nel 2016 ha anche ricevuto un premio di 75.000 dollari dalla James Randi Educational Foundation, un'organizzazione formata per smascherare le affermazioni paranormali. Nel 2017 ha raccolto circa 700.000 dollari da una campagna GoFundMe e ha ricevuto 100.000 dollari da Facebook come parte di una partnership di verifica dei fatti.
Il 1º febbraio 2019 Snopes ha annunciato di aver concluso la sua collaborazione con Facebook per il controllo dei fatti. Snopes non ha escluso la possibilità di lavorare con Facebook in futuro ma ha detto che ha bisogno di "determinare con certezza che i nostri sforzi per aiutare qualsiasi particolare piattaforma siano un vantaggio netto per la nostra comunità online, la pubblicazione e lo staff". Snopes ha aggiunto che la perdita di entrate derivanti dalla partnership significava che l'azienda "avrebbe avuto meno soldi da investire nella nostra pubblicazione e dovremo adattarci per rimediare alla situazione".

## Traffico e utenti
Nel marzo 2009, il sito contava più di 6 milioni di visitatori al mese. Nel febbraio 2019 il rating Alexa di Snopes.com era 3.353. Circa il 75% dei visitatori proviene dagli Stati Uniti d'America. Nel 2017 il sito ha attirato 20 milioni di visitatori unici in un mese.